# Liste der Stolpersteine in Heiligenhaus
Die Liste der Stolpersteine in Heiligenhaus enthält Stolpersteine, die im Rahmen des gleichnamigen Projekts von Gunter Demnig in der Stadt Heiligenhaus zwischen dem 28. Februar 2008 und dem 20. Februar 2017 verlegt wurden. Mit ihnen soll an Opfer des Nationalsozialismus erinnert werden, die in Heiligenhaus lebten und wirkten. Insgesamt wurden fünf Stolpersteine verlegt.

## NS-Verfolgung in Heiligenhaus
Wie in jeder deutschen Stadt wurden auch in Heiligenhaus ab 1933 Menschen wegen ihrer Herkunft, ihrer politischen Einstellung, ihrer sexuellen Orientierung oder ihres Glaubens diskriminiert, verfolgt, ausgegrenzt und ermordet. Der Kreispolitiker Rainer Köster von der Linken veröffentlichte im Jahr 2019 ein Buch, welches das Schicksal der Verfolgten des NS-Regimes in der Stadt beleuchtet. Er porträtierte 75 Menschen, die ermordet bzw. physisch oder psychisch gefoltert wurden. Darin sind auch die Daten von 25 Heiligenhauser Juden erfasst. Bislang wurden nur vier von ihnen mit Stolpersteinen bedacht. Köster beschrieb auch die Schicksale von politisch Verfolgten, von Zwangsarbeitern und von christlichen Widerstandskämpfern. Für einen von ihnen, Franz Frerich, der wegen „Wehrkraftzersetzung“ zum Tode verurteilt und hingerichtet wurde, liegt jetzt Am Rathaus ein Stolperstein.

## Verlegte Stolpersteine
| Stolperstein | Inschrift | Standort                                      | Name, Leben |
| ------------ | --- | --------------------------------------------- | --- |
|              | HIER WOHNTE KARL ARON JG. 1882 OPFER DES POGROMS ERMORDET 1938 | Hauptstraße 252 ·                             | Karl Aron, auch Carl Aron, wurde am 29. Juni 1882 in Arloff geboren. Seine Eltern waren Seligman Aron und Regina, geborene Wolff und er hatte zumindest fünf Geschwister: Hanna, Leo, Max, Sabine und Sybille. Karl Aron war Klempner und Inhaber eines Sanitätswarengeschäft mit dazugehöriger Klempnerei. Aus erster Ehe hatte er einen Sohn, Alfred Aron. In zweiter Ehe war er mit Rosa, geborene Ziegelstein, verheiratet, die aus Hessen stammte. Sein Sohn konnte 1937 nach Kolumbien emigrieren. Während der Novemberpogrome 1938 wurde das Geschäft geplündert und zerstört. „Tag und Nacht demolierten örtliche SS und SA Schergen das Geschäft, zerstörten den gesamten Besitz“. Das Paar wurde an diesem Abend zum letzten Mal lebend gesehen. Die Leichen von Karl Aron und seiner Frau wurden am 23. November 1938 aus der Ruhr geborgen. Sie waren mit Draht aneinander gekettet, Jutesäcke waren über ihre Köpfe gestülpt. Sie waren ertrunken. Zwar sprechen mehrere Quellen von Selbstmord, doch es gab nie eine Untersuchung des Falles und die Umstände sprechen eher für Lynchmord. Der Fall ist bis heute ungeklärt. Sein Vater und seine oben genannten Geschwister wurden vom NS-Regime im Rahmen der Shoah ermordet. |
|              | HIER WOHNTE ROSA ARON JG. 1882 OPFER DES POGROMS ERMORDET 1938 | Hauptstraße 252 ·                             | Rosa Aron geb. Ziegelstein wurde am 22. Oktober 1890 im hessischen Staufenberg (Stadtteil Treis an der Lumda) geboren. Ihre Eltern waren Jeisel Ziegelstein und Susanne, geborene Süßkind. Sie hatte mehrere Geschwister. Rosa Ziegelstein heiratete Karl Aron, der aus erster Ehe zumindest einen Sohn hatte, Alfred Aron. Der Stiefsohn konnte rechtzeitig flüchten. Nach den Novemberpogromen und der Zerstörung ihrer Lebensgrundlage verschwanden Karl und Rosa Aron spurlos. Ihre Leichen wurden am 23. November 1938 in der Ruhr geborgen, aneinander gekettet und mit über ihre Köpfe gestülpte Jutesäcken. Ihre Mutter wurde 1942 in Theresienstadt ermordet. Für sie sowie ihre Schwester Jettchen und für ihren Bruder Siegmund und dessen Familie wurden in Staufenberg Stolpersteine verlegt. Sie wurden in Auschwitz und Treblinka ermordet. Ihre Schwestern Jenny und Thekla wurden in Theresienstadt ermordet und Selma in Minsk. Ihr Bruder Jakob überlebte und starb 1951. Ihr Bruder Hermann und ihre Schwester Johanna, verheiratete Katz, wanderten mit ihren Familien nach Südafrika aus und überlebten dort. |
|              | HIER WOHNTE FRANZ FRERICH JG. 1883 VERHAFTET 27.12.1943 'WEHRKRAFTZERSETZUNG' ZUCHTHAUS BRANDENBURG TODESURTEIL 28.7.1944 VOLKSGERICHTSHOF HINGERICHTET 22.8.1944 | Am Rathaus · (nahe dem Stadtwerke-Pavillon) · | Franz Frerich wurde 1883 geboren. Er war Dreher und arbeitete bei A. Kiekert Söhne. Und er war Kommunist. Nach dem Sturz Mussolinis äußerte er: „Einer ist schon weg, den anderen erwischt es hoffentlich auch bald“. Ein Kollege soll das gehört und dem Vorgesetzten gemeldet haben. Anzeige wurde erstattet und am 27. Dezember 1943 wurde Frerich von der Gestapo verhaftet. Im Protokoll steht: „Er soll während der Arbeitszeit Äußerungen gegen Hitler und das 1000-jährige Reich gemacht haben.“ Er wurde im Zuchthaus Brandenburg-Görden eingesperrt. Die Anklage lautete auf Wehrkraftzersetzung. Am 28. Juli 1944 wurde Frerich vom Volksgerichtshof in Berlin zum Tode durch das Fallbeil verurteilt. Die letzten Wochen verbrachte er in Einzelhaft. Er war Tag und Nacht gefesselt – ausgenommen Mahlzeiten und Körperpflege. In einem letzten Brief vor Hinrichtung wünschte er sich: „Behaltet mir ein kleines Andenken in eurem Herzen“. Er wurde am 22. oder 28. August 1944 hingerichtet. Die Denunzianten wurden nie belangt. |
|              | HIER WOHNTE META HERZ GEB. JACOBS JG. 1880 DEPORTIERT 1942 RIGA ERMORDET 24.7.1944 RIGA-KAISERWALD                                                                | Hauptstraße 165 ·                             | Meta Herz (1880–1944) |
|              | HIER WOHNTE ADELE JACOBS JG. 1888 EINGEWIESEN APRIL 1939 'HEILANSTALT' GRAFENBERG ERMORDET MAI 1939                                                               | Hauptstraße 165 ·                             | Adele Jacobs wurde am 4. Juni 1888 in Heiligenhaus geboren. Ihre Eltern waren Salomon Jacobs (1848–1935) und Luise, geborene Voß (1844–1925). Sie hatte fünf Geschwister: Gustav (geboren 1878), Metha (geboren 1880), Hedwig (1881–1882), Arthur (geboren 1883) und Helene (geboren 1884). Die Familie Jacobs war die erste jüdische Familie, die sich im 19. Jahrhundert in Heiligenhaus ansiedelte. Ihr Vater war Mitbegründer der Feuerwehr in Heiligenhaus und Inhaber eines Klempnergeschäftes. Adele Jacobs blieb unverheiratet. Ihre Mutter starb 1925, ihr Vater 1935, doch sie hatte lebenslanges Wohnrecht in der Wohnung der Eltern. Von Zeitzeugen wurde sie als „liebenswerte, lebensfrohe, freundliche Heiligenhauserin mosaischen Glaubens“ charakterisiert. 1938 zog die Hitlerjugend in das Erdgeschoss. Während der sogenannten Reichskristallnacht, der Nacht vom 9. auf den 10. November 1938 drangen SA- und SS-Schergen in ihre Wohnung ein und wüteten. Die Fenster wurden vernagelt und die Wände zerkratzt. „Aufgeweckt durch den Lärm hört die ganze Nachbarschaft Adele aufschreien und kreischen“, so schilderte den Vorfall ihre Nichte Luise siebzig Jahre später anlässlich der Verlegung der Stolpersteine. Adele Jacobs soll im Nachthemd auf die Straße gelaufen sein und um Hilfe gerufen haben. Für das Haus gab es Kaufinteressenten, doch störte die Jüdin mit dem lebenslangen Wohnrecht, ist eine der Spekulationen, warum sie im April 1939 in die sogenannte Heilanstalt Grafenberg eingewiesen wurde. Wenige Wochen später, am 14. Juli 1939, wurde Adele Jacobs mit der Giftspritze ermordet. Somit wurde eine gesunde Frau, weil sie jüdischer Herkunft war, zum Opfer der Aktion T4, des Euthanasie-Programms der Nationalsozialisten für behinderte Menschen. Alle vier damals noch lebenden Geschwister wurden ebenfalls vom NS-Regime deportiert und ermordet – Gustav Jacobs in Riga, Metha in Stutthof, Arthur in Hartheim, Helene in Minsk. |
|              | HIER WOHNTE ARTUR JACOBS JG. 1883 VERHAFTET 1938 DEPORTIERT IN MEHRERE KZ ERMORDET 1942 IN LANDESANSTALT SCHLOSS HARTHEIM/LINZ                                    | Südring 181 ·                                 | Artur Jacobs wurde am 15. Februar 1883 in Heiligenhaus geboren. Seine Eltern waren Salomon Jacobs (1848–1935) und Luise, geborene Voß (1844–1925). Er hatte fünf Geschwister, Gustav, Metha, Hedwig, Helen und Adele. Hedwig starb bereits im Kindesalter. Er gründete ein Unternehmen für Schlüssel und Beschläge. Im diente im Ersten Weltkrieg und bekam das Eiserne Kreuz. Nach dem Krieg lebte Artur Jacobs zehn Jahre in Düsseldorf, nach Heiligenhaus kehrte er 1929 zurück. Er wurde reisender Provisionsvertreter. Am 19. März 1931 heiratete er Maria, geborene Braunfeld (geboren 1909), eine Katholikin aus Oberhausen. Das Paar bekam drei Kinder: Klaus, Luise und Leni. Aufgrund der rassistischen NS-Gesetzgebung wurde Arthur Jacobs im Oktober 1935 arbeitslos, denn als Juden waren ihm Geschäfte mit Deutschen nicht mehr gestattet. Die Familie war von Sozialhilfe abhängig. Weil er versucht haben soll etwas dazuzuverdienen, wurden ihm „betrügerischen Machenschaften“ unterstellt. In der Nacht vom 5. Dezember auf den 6. Dezember wurde er verhaftet, erst im Juni 1937 erfolgte seine Freilassung. Im Rahmen einer Aktion gegen sogenannte „asoziale Elemente“ wurde er mitten in der Nacht im Februar 1938 – als „vorbestrafter Jude“ – erneut verhaftet. Seine Familie hatte keinerlei Kenntnisse über seinen Aufenthaltsort. Er kam noch einmal kurz frei, wurde aber sofort wieder verhaftet. Am 15. Juni 1938 wurde er in das Konzentrationslager Sachsenhausen deportiert. Seine Frau lebte mit den drei Kindern tagsüber drei Monate im Wald, weil sie Angst hatte auch verhaftet zu werden. Nach der sogenannten Reichskristallnacht war ihr klar, dass sie zumindest die Kinder in Sicherheit bringen musste. Am 28. März 1939 wurden die Kinder allein mit einem Kindertransport nach Rotterdam geschickt. Sie kamen in ein Kinderheim, welches von Nonnen geführt wurde. Maria Jacobs versuchte für die Familie Ausreisepapiere nach Brasilien zu organisieren, hielt sich auch deshalb in den Niederlanden auf, weil sie hoffte dort die Dokumente besorgen und den Vorgang beschleunigen zu können. Am 4. Januar 1940 wäre der Familienvater beinahe freigelassen worden, da das Regierungspräsidium nichts gegen die Auswanderung einzuwenden hatte. Im März 1940 wurde Maria Jacobs von der niederländischen Polizei verhaftet, weil sie sich zu lange im Land aufgehalten hatte. Sie wurde in Wuppertal gefangen gesetzt und verhört, es wurde empfohlen ihr den Reisepass abzunehmen und sie zu überwachen, Besuche bei den Kindern sollten verboten werden. Eine Ausreise scheiterte, die Familie bekam keine Visa für Brasilien. Am 3. September 1940 wurde Arthur Jacobs in das Konzentrationslager Dachau überstellt. Seine Frau bemühte sich weiter um Freilassung und Ausreise. Arthur Jacobs’ Odyssee durch verschiedene Konzentrationslager setzte sich fort, er kam im Januar 1941 nach Neuengamme, musste dort beim Lagerbau helfen, und im September 1941 wieder zurück nach Dachau. Die Schwerstarbeit in den KZs, die mangelhafte Ernährung und die schrecklichen hygienischen Zustände hatten seine Gesundheit ruiniert. Am 26. Jänner 1942 wurde er mit einem „Invalidentransport“ in die Tötungsanstalt Schloss Hartheim nahe Linz überstellt, zur „Sonderbehandlung 14f13“. Den Häftlingen wurde mitgeteilt, dass sie in ein Sanatorium kämen. In Wahrheit wurden sie unmittelbar nach der Ankunft mittels Kohlenmonoxyd ermordet. So auch Arthur Jacobs. Das NS-Regime versuchte seine Ermordung zu vertuschen. In den Sterbepapieren steht mutmaßlich ein falscher Sterbetag und sicher ein falscher Sterbeort. Alle seine Geschwister wurden Opfer der Shoah. Seine Frau und seine Kinder konnten überleben, doch auch Mutter und Kinder konnten sich nie wieder sehen. Maria Jacobs starb im April 1947 an einer Krankheit. Artur Jacobs Tochter Luise verfasste mehrere Bücher über die Geschichte ihrer Familie. |
|              | HIER WOHNTE GUSTAV JACOBS JG. 1878 DEPORTIERT 1942 RIGA 1943 AUSCHWITZ ERMORDET NOV. 1943                                                                         | Hauptstraße 165 ·                             | Gustav Jacobs (1878–1943) |
|              | HIER WOHNTE HELENE 'NORA' JACOBS JG. 1884 DEPORTIERT 1941 MINSK ERMORDET                                                                                          | Hauptstraße 165 ·                             | Helene Jacobs, genannt Nora (1884–1941/45) |
|              | HIER WOHNTE GÜNTER OSS JG. 1936 DEPORTIERT 1942 TRANSIT-GHETTO IZBICA ERMORDET                                                                                    | Am Hefelmann-Park 1 ·                         | Günter Oss (1936–1942/45) |
|              | HIER WOHNTE HILDEGARD OSS GEB. HERZ JG. 1907 DEPORTIERT 1942 TRANSIT-GHETTO IZBICA ERMORDET                                                                       | Am Hefelmann-Park 1 ·                         | Hildegard Oss geb. Herz (1907–1942/45) |
|              | HIER WOHNTE SIEGMUND OSS JG. 1908 DEPORTIERT 1942 TRANSIT-GHETTO IZBICA ERMORDET                                                                                  | Am Hefelmann-Park 1 ·                         | Siegmund Oss (1908–1942/45) |

## Verlegedaten
Gunter Demnig verlegte die Stolpersteine in Heiligenhaus an folgenden Tagen:
- 28. Februar 2008: Hauptstraße 252, Südring 183
- 24. Juni 2008: Hauptstraße 165
- 20. Februar 2017: Am Rathaus
- 11. September 2021: Am Hefelmann-Park 1
- 11. Juni 2022: Hauptstraße 165